# Nutsa Buzaladze
Nutsa Buzaladze (in georgiano ნუცა ბუზალაძე?; Tbilisi, 28 gennaio 1997) è una cantautrice e ballerina georgiana.
Ha rappresentato la Georgia all'Eurovision Song Contest 2024 con il brano Firefighter.

## Biografia
Nata nella capitale georgiana, sin da giovane ha sviluppato un immediato interesse musicale, iniziando a fare parte di vari gruppi musicali e prendere lezioni di pianoforte.
È salita alla ribalta nel 2011, quando ha preso parte alla seconda edizione di Georgia's Got Talent. Nel 2014, ha attirato l'attenzione internazionale rappresentando la Georgia al festival New Wave di Jūrmala, dove ha conquistato il primo premio. Negli anni successivi ha continuato a partecipare a vari talent show tra cui O Ses Türkiye, Two Stars Georgia e le versioni locali di Tu cara me suena e Strictly Come Dancing.
Nel 2017 ha pubblicato il suo singolo di debutto White Horses Run, che è stato selezionato come uno dei brani partecipanti a Evroviizis erovnul konkurss, il processo di selezione del rappresentante georgiano all'Eurovision Song Contest 2017, ove si è classificata seconda dietro alla vincitrice Tamara Gachechiladze.
Nel 2019 ha pubblicato il suo album di debutto Nutsa22, da cui è stato estratto il singolo Gelodebi che ha riscosso molto successo sia in Georgia che in Russia.
Tra il 2020 e il 2021 ha partecipato alla versione russa di All Together Now. Si è esibita all'Expo 2020 di Dubai e, successivamente, anche al Teatro Nazionale e al Teatro dell'Opera della città. Nel 2021 ha partecipato, come parte della categoria "Artisti internazionali", al 22ª edizione del Kënga Magjike dove si è classificata al secondo posto. Nel 2023 ha partecipato alla ventunesima edizione dello show American Idol, dove si è classificata tra i primi 12 prima di essere eliminata.
Il 12 gennaio 2024, l'emittente georgiana GPB l'ha selezionata internamente come rappresentante nazionale per l'Eurovision Song Contest 2024, a Malmö.
Nutsa si è piazzata all'ottavo posto nella seconda semifinale, riportando la Georgia in finale all'Eurovision per la prima volta dal 2016. Nella serata finale, ha ottenuto il 21º posto con 34 punti, il risultato peggiore della Georgia in una finale.

## Discografia

### EP
- 2019 – Nutsa22

### Singoli
- 2017 – White Horses Run
- 2019 – Nu mousmen
- 2019 – Ertad gvinda
- 2019 – Gelodebi
- 2019 – Guls rom ukvarde
- 2020 – Tetri ghame
- 2021 – Gatendes
- 2021 – Net
- 2021 – We Are One
- 2021 – Sul es aris
- 2021 – You Broke My Heart
- 2022 – Let U Go
- 2023 – Alive
- 2023 – L.O.V.E
- 2024 – Firefighter